# Phrurolithus claripes
Phrurolithus claripes là một loài nhện trong họ Phrurolithidae.
Loài này thuộc chi Phrurolithus. Phrurolithus claripes được miêu tả năm 1906 bởi Dönitz & Embrik Strand.